# Sphenomorphus temmincki
Sphenomorphus temmincki är en ödleart som beskrevs av  Duméril och BIBRON 1839. Sphenomorphus temmincki ingår i släktet Sphenomorphus och familjen skinkar. Inga underarter finns listade i Catalogue of Life.